# Cessna T-41 Mescalero
Il T-41 Mescalero è un monomotore aereo da addestramento basico ad ala alta sviluppato dall'azienda aeronautica statunitense Cessna Aircraft Company negli anni cinquanta.
Realizzato per rispondere ad una specifica della United States Air Force (USAF), l'aeronautica militare statunitense, è la versione militare dell'aereo da turismo Cessna 172 Skyhawk destinato invece al mercato dell'aviazione generale. Utilizzato principalmente per formazione dei nuovi piloti ripropone la cabina di pilotaggio del modello da cui deriva con i due posti anteriori dotati di doppi comandi riservati all'allievo e all'istruttore e dove possono trovare posto altri due passeggeri.

## Esemplari attualmente esistenti

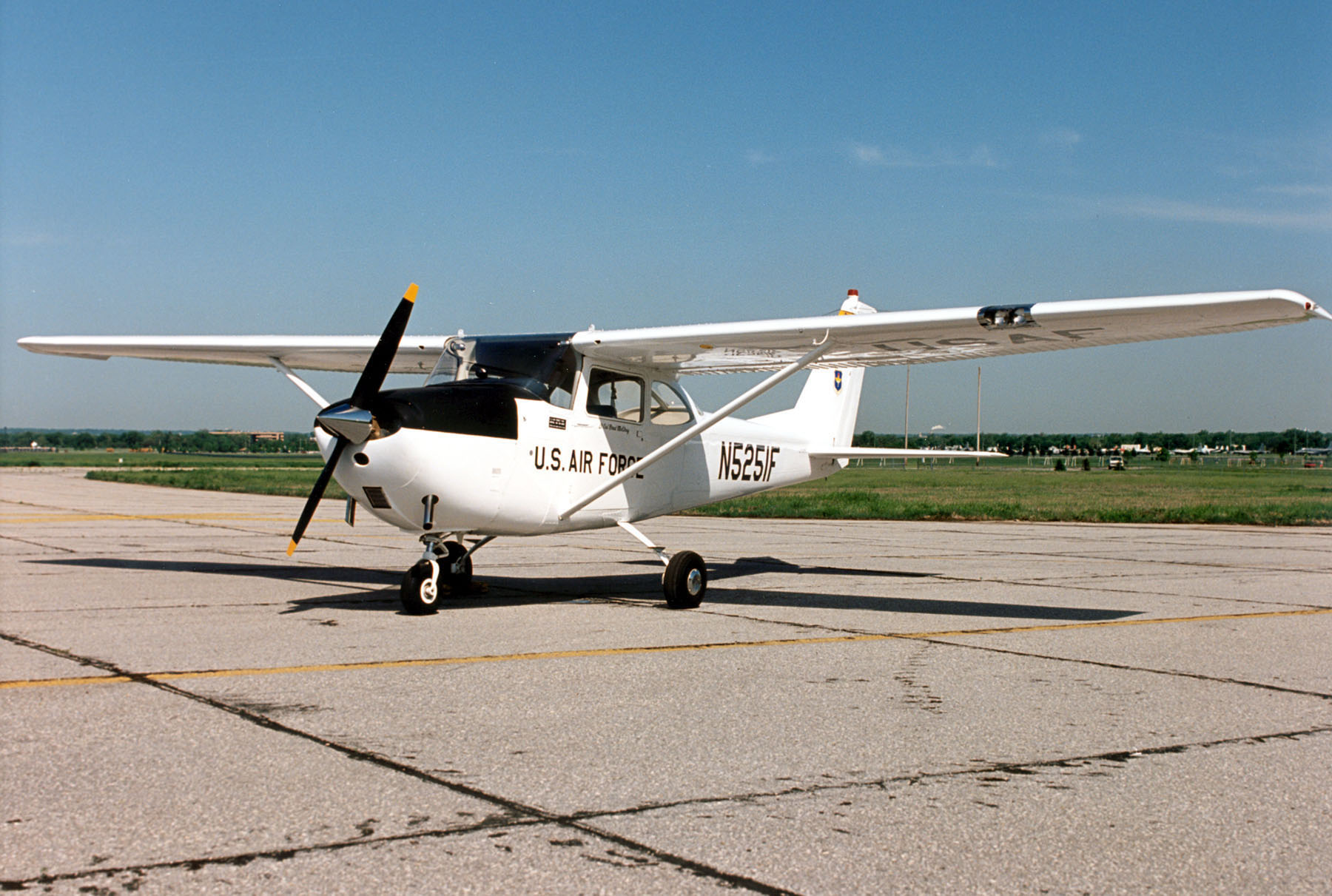
Un T-41A Mescalero dell'USAF, non più in servizio.

## Versioni
T-41Aprima variante militare del Cessna 172F adottata dall'USAF, equipaggiata con un motore Continental O-300 da 145 hp. Esemplari costruiti: 211.
T-41Bversione del Cessna 172E impiegata dall'US Army nel ruolo dell'addestramento e collegamento. Era propulso da in Continental IO-360 da 210 hp. Esemplari costruiti: 255.
T-41Cvariante del T-41B realizzata appositamente per l'Accademia Aeronautica dell'USAF. Montava un Continental IO-360 da 210 hp. Esemplari costruiti: 52.
T-41Dversione per il mercato delle esportazioni del T-41B costruita per il programma di assistenza militare alle nazioni amiche. Equipaggiato con 1 motore a elica Continental IO-360 da 210 hp. Esemplari costruiti: 238.

## Utilizzatori

### Militari
Argentina
- Servicio Aéronautico del Ejército

10 T-41D (attualmente in servizio);
 Cile
- Fuerza Aérea de Chile

10 T-41D (non più operativi);
 Colombia
- Fuerza Aérea Colombiana

30 T-41D acquistati nel 1968 e tutti ritirati nel 2022.
 Corea del Sud
- Daehan Minguk Gonggun

15 T-41B (ritirati dal servizio); 15 T-41B sono stati donati nel 2008/2009 all'Aeronautica filippina.
 Rep. Dominicana
- Fuerza Aérea Dominicana

10 T-41D consegnati, 3 in servizio all'ottobre 2019.
 Ecuador
- Aviación del Ejército Ecuatoriano

12 T-41D (ne rimangono operativi 2 esemplari);
 El Salvador
- Fuerza Aérea Salvadoreña

7 T-41D consegnati, 1 in servizio al settembre 2019.
 Filippine
- Hukbong Himpapawid ng Pilipinas

25 T-41D entrati in servizio dal 1968, e 15 T-41B sono stati donati nel 2008/2009 dalla Corea del Sud e tutti impiegabili anche per attività di collegamento e osservazione, 6 T-41D e 15 T-41B in servizio al febbraio 2020.
 Grecia
- Polemikí Aeroporía

21 T-41D in servizio dal 1969 al 20 dicembre 2022.
 Honduras
- Fuerza Aérea Hondureña

3x T-41B (ritirati dal servizio) e 6x T-41D (ne rimangono in servizio 4 esemplari);
 Paraguay
- Fuerza Aérea Paraguaya

5x T-41B (tutti in pensione);
 Perù
- Fuerza Aérea del Perú

15 T-41D. Al dicembre 2016 ne risultano in servizio 6 esemplari.
 Stati Uniti
- U.S. Army

255 T-41B (tutti in pensione);
- United States Air Force

211 T-41A e 52 T-41C (tutti ritirati dal servizio);
 Thailandia
- Kongthap Akat Thai

al 1996 risultavano in servizio 6 T-41D.
 Turchia
- Türk Hava Kuvvetleri

25x T-41D (tutti in servizio);
- Türk Kara Kuvvetleri Havacılığı

25x T-41D (tutti operativi);
 Uruguay
- Fuerza Aérea Uruguaya

7x T-41D (ne rimangono operativi 3 esemplari);